# Johanna Geertruida van Cittert-Eymers

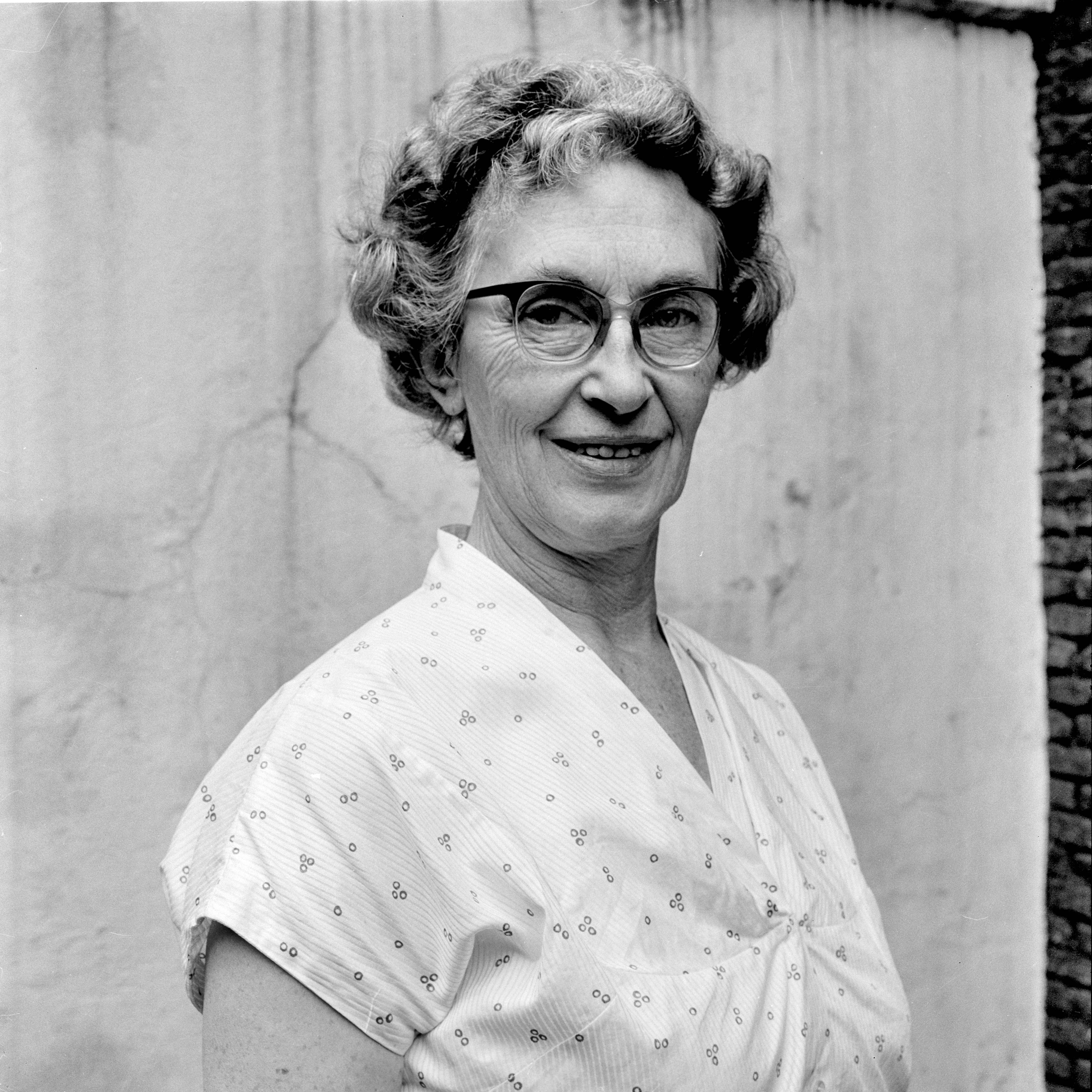
Portret van mw. dr. J.G. van Cittert-Eymers. 1963

Johanna Geertruida (Truus) van Cittert-Eymers (Rheden, 19 juni 1903 – Utrecht, 22 oktober 1988) was een Nederlands natuurkundige en wetenschapshistorica. Ze deed wetenschappelijk onderzoek op het gebied van spectroscopie, fotometrie, biofysica, verlichting van musea en wetenschapsgeschiedenis, onder meer de geschiedenis van de microscoop, de tandheelkunde, Utrechtse geleerden en zonnewijzers.

## Loopbaan
Eymers was het enige kind van Johan Antoon Eymers (1876-1960), die hoofdonderwijzer was en Johanna Hermina Aleida Huetinck (1871-1956).
Zij volgde de opleiding HBS-b voor meisjes in Arnhem en deed na het behalen van haar diploma in 1921 een jaar vormingsklas op de huishoudschool. In 1923 ging ze natuurkunde studeren in Utrecht. Vanaf haar kandidaatsexamen natuurkunde in 1926 tot 1938 werkte Truus Eymers in het Physisch Laboratorium van de Rijksuniversiteit Utrecht onder leiding van de hoogleraar L.S. Ornstein. In dat laboratorium werd zowel fundamenteel wetenschappelijk onderzoek gedaan als onderzoek voor bedrijven of overheden, vandaar dat zij breed werd ingezet bij allerlei natuurkundige problemen. In 1927 werkte zij twee maanden bij de KEMA (Keuring Elektrotechnische Materialen Arnhem).
Eymers zal daar ongetwijfeld kennis gemaakt hebben met Lili Bleeker, die in 1928 bij Ornstein promoveerde. Terwijl Bleeker zich niet wilde neerleggen bij een ondergeschikte rol, en een eigen bedrijf oprichtte, was Eymers meegaander; zij schonk ook thee in het instituut, hielp nieuwkomers hun weg te vinden en was "tot steun en vraagbaak voor velen."
Niettemin promoveerde Eymers in 1935 cum laude op een proefschrift over de optimale verlichting in het Gemeentemuseum Den Haag, dat toen in aanbouw was. Dat had de titel Fundamental principles for the illumination of a picture gallery together with their application to the illumination of the Municipal Museum at The Hague. Ze deed voor dat onderzoek onder andere metingen aan het spectrum van zonlicht op het dak van het laboratorium.
Eymers bestudeerde ook de intensiteitsverhoudingen in atoom- en molecuulspectra, onder meer van waterstofgas en kwikhydride. In het kader van het toegepaste natuurkundige onderzoek voor de industrie, waarvan Ornstein voorstander was, onderzocht ze de thermische eigenschappen en de optische dubbele breking van uitgerekt rubber. Tevens verrichtte ze onderzoek naar de keuringseisen die aan lasglazen gesteld moeten worden om het oog tegen ultravioletlicht te beschermen, dat later als grondslag diende voor internationale keuringseisen. Binnen de Biophysische Werkgroep, een samenwerkingsverband met professor Albert Kluyver van de TU Delft op initiatief van de Amerikaanse Rockefeller Foundation, onderzocht Eymers de luminescentie van bacteriën, samen met de Delftse bioloog Karel L. van Schouwenburg. Tevens gaf ze college aan natuurkundestudenten en natuurkundelessen aan de huishoudschool Puntenburg.
In 1928 was ze een van de oprichters van de studievereniging S2, een voorloper van A-Eskwadraat. S2 staat voor Steeds Slimmer. Ze was actief betrokken bij de Zonnewijzerkring en publiceerde onder meer een overzicht van zonnewijzers in Nederland, naast vele andere artikelen over wetenschapshistorische onderwerpen. Ook was zij actief in de Utrechtse Vrouwelijke Studenten Vereniging en lid van toneelvereniging Concordia Crescamus, de muziekvereniging C.A.N.T.O. en de Utrechtsche Vrouwelijke Studenten Gymnastiekvereeniging.
Na haar huwelijk in 1938 bleef ze - onder protest na haar gedwongen ontslag - thuiszitten. Ook haar baan aan de huishoudschool mocht ze niet meer uitvoeren. Een goede vriendin, Miep Coelingh, trof hetzelfde lot. Zij promoveerde ook in 1938 en was getrouwd met Marcel Minnaert, en moest daarna in diens schaduw staan. Zij kreeg psychische problemen en correspondeerde met daarover Truus Eymers.
Tijdens deze periode werkte zij samen met haar echtgenoot aan het Utrechts Universiteitsmuseum. In 1955, vier jaar na de afschaffing van het arbeidsverbod voor gehuwde vrouwen volgde zij haar zieke man op als directeur van het Universiteitsmuseum. Ze kreeg een deeltijdaanstelling maar eiste daarnaast een schoonmaakster, voor een taak die ze eerder zelf uitvoerde. Ze organiseerde 30 tentoonstellingen tot 1969, waaronder in 1959 Blauwkous!, over de geschiedenis van studerende vrouwen. Ze schreef catalogi bij deze exposities zoals die over oude kaarten en globes uit 1964.
Ook verzorgde zij de latere drukken van de boeken De natuurkunde van 't vrije veld van Minnaert.

## Persoonlijk leven
In 1938 trouwde zij met de natuurkundige en wetenschapshistoricus Pieter Hendrik van Cittert (1889-1959). Met hem publiceerde zij over wetenschapshistorische onderwerpen. Hun dochter Han van Konijnenburg-van Cittert studeerde biologie en werd hoogleraar paleobotanie aan de Universiteit Leiden.
Truus bleef haar hele leven lang bevriend met de al genoemde Miep Coelingh, Ina Peteri en Nettie Voet, de eerste vrouwelijke dierenarts in Nederland.

## Publicaties
Er zijn 83 titels bekend, onder meer
- met L.S. Ornstein en M. Coelingh: Intensitätsverhältnis für Dubletten mit grösseren Frequenzdifferenzen, Zeitschr. f. Physik 44, 653-654, 1927
- Fundamental principles for the illumination of a picture gallery: together with their application to the illumination of the Municipal Museum at The Hague, 's-Gravenhage, Nijhoff, 1935. Proefschrift Rijksuniversiteit Utrecht
- met K.L. van Schouwenberg: Quantum relationschip of the light-emitting process of luminous bacteria, Nature 138, 245, 1936
- met Pieter Hendrik van Cittert: The Amici-microscopes about 1850 in possession of the University of Utrecht, Proc. Acad. Amsterdam, 50, 1947
- met D. Bosschaert: Kliniek tot Herkenning & Genezing van Tand- Oor-, Huid-, Keel- en Kinderzieken te Utrecht, 1865-1929, Utrecht Universiteitsmuseum, 1965, 60 pp.
- R. (de Laer) Kronig, red.: Leerboek der Natuurkunde. I Inleiding, mechanica, trillingen en golven, phaenomenologische electriciteitsleer en physische optica., Amsterdam, 7e verbeterde druk 1966, bijgewerkt door J.G. van Cittert-Eymers
- met W.J. Lavèn: Descriptive catalogue Electrostatical instruments in the Utrecht University Museum, Utrecht Universiteitsmuseum, 1967, 77 pp
- C.H.D. Buys Ballot, Scientiarum Historia 10 (1968), 145-153
- M.G.J. Minnaert, De Natuurkunde van het vrije veld. Deel 3: Rust en beweging, 3e druk, verzorgd door J.G. van Cittert-Eymers, Zutphen, Thieme, 1972
- Zonnewijzers aan en bij gebouwen in Nederland, benevens een korte beschrijving van twee astronomische torenuurwerken, Zutphen, Thieme, 1972
- Harting, Pieter, in: Ch. Coulston Gillespie ed., Dictionary of scientific biography, New York 1972, VI, 137-138
- Hartsoe(c)ker, Nicolaas, in: Ch. Coulston Gillespie ed., Dictionary of scientific biography, New York 1972, VI, 148-149
- Het Natuurkundig Gezelschap te Utrecht 1777-1977, Jaarboek Oud-Utrecht 1977, p 39-82
- met E.P. Sietsma en andere leden van de Zonnewijzerkring: Zonnewijzers in Nederland, Beekbergen, Zonnewijzerkring, 1979
- met M.J. Hagen: Zonnewijzers aan en bij gebouwen in Nederland: benevens een korte beschrijving van twee astronomische (toren)uurwerken, 2e sterk uitgebreide druk, Zutphen, Walburg Pers 1984, 215 pp., ISBN 906011230X
- Zonnewijzers en lectuur, Zonnewijzerkring, Bulletin 84.2 (juni 1984), p. 37-41